# Delias battana
Delias battana är en fjärilsart som beskrevs av Hans Fruhstorfer 1896. Delias battana ingår i släktet Delias och familjen vitfjärilar. Inga underarter finns listade i Catalogue of Life.